# Ʒ̇
Cette page contient des caractères spéciaux ou non latins. S’ils s’affichent mal (▯, ?, etc.), consultez la page d’aide Unicode.
Ʒ̇ (minuscule : ʒ̇), ou ej point suscrit, est une lettre latine est utilisée dans la transcription du vieux letton et du vieux lituanien ou encore dans l’écriture de l’oubykh de Hans Vogt (en). Elle est composée de la lettre ej ‹ Ʒ › diacritée d'un point suscrit.

## Utilisation
L’ej point suscrit est utilisé dans la revue Archivum Lithuanicum de l’Institut d’histoire lituanienne pour transcrire le z gothique avec un point suscrit.

## Représentations informatiques
L’ej point suscrit peut être représenté avec les caractères Unicode suivants :
- décomposé (latin de base, diacritiques) :

| formes    | représentations | chaînes de caractères | points de code | descriptions                                         |
| --------- | --------------- | --------------------- | -------------- | ---------------------------------------------------- |
| capitale  | Ʒ̇               | Ʒ◌̇                    | U+01B7 U+0307  | lettre majuscule latine ej diacritique point en chef |
| minuscule | ʒ̇               | ʒ◌̇                    | U+0292 U+0307  | lettre minuscule latine ej diacritique point en chef |